# Michelle
Michelle è una famosa canzone d'amore dei Beatles che compare nell'album Rubber Soul del 1965; fu composta principalmente da Paul McCartney ed integrata da John Lennon.

## Il brano
La caratteristica più importante ed evidente di questo brano è che parte del testo (in particolare il ritornello) è in francese. Questa particolarità si deve ad un'idea di McCartney che, non conoscendo la lingua, chiese all'insegnante di francese Jan Vaughan (moglie del suo vecchio amico Ivan) di suggerirgli un nome francese ed una frase che facesse rima con esso. Il risultato fu il celebre ritornello: «Michelle, ma belle, sont des mots qui vont très bien ensemble» (Michelle, mia cara, sono parole che vanno molto bene insieme). Quando McCartney propose la canzone a Lennon, quest'ultimo ebbe l'idea di inserire l'altrettanto famoso verso «I love you» (Ti amo) a metà brano, e così l'opera fu completa.
L'armonia del brano è tra i più complessi giri armonici mai scritti dai Beatles: presenta accordi lontani dalle sonorità pop e dalla musica rock in genere, come accordi Bb-7, D-7b5 e Bø7, tutti accordi non previsti nella tonalità di Fa maggiore; pare che McCartney nello scrivere questo pezzo si fosse ispirato alle atmosfere delle big band jazz delle quali faceva parte suo padre da giovane.

### Composizione
La struttura musicale di Michelle fu ideata separatamente dal testo. Secondo quanto riferito da McCartney:
(Paul McCartney)
Il testo e lo stile di Michelle ebbero origine dalla fascinazione nei confronti di Parigi durante la giovinezza di McCartney a Liverpool. Nella sua descrizione: «Era l'epoca di gente come Juliette Gréco, lo stile bohémien francese e tutto quel genere di cose». McCartney era andato a una festa di studenti della scuola d'arte, dove vide uno di essi, con un pizzetto e una maglietta strappata, che stava cantando una canzone francese. Paul volle allora imitarlo scrivendo un pezzo con un testo in francese inventato per divertire i propri amici. La canzone rimase un brano da festa fino al 1965, quando John Lennon suggerì di lavorarci sopra per inserirla in Rubber Soul.
Il verso "I love you", fu suggerito da John Lennon prendendo ispirazione da un brano che aveva sentito la sera prima, la versione di Nina Simone di I Put a Spell on You, che utilizza la stessa espressione ma ponendo l'enfasi sull'ultima parola, "I love you".

## Classifiche e riconoscimenti
Michelle ha vinto il Grammy Award alla canzone dell'anno del 1967.
Nel 1966 il singolo fu primo in Italia per otto settimane, in Francia per tre settimane, nei Paesi Bassi per cinque settimane ed in Norvegia per nove settimane, terzo in Austria e sesto in Germania.

## Esecuzioni dal vivo da parte di McCartney

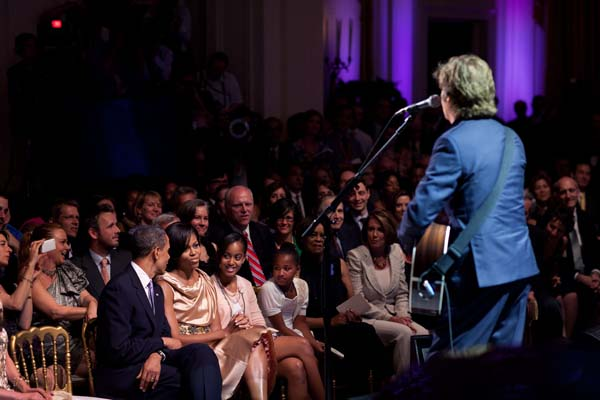
McCartney esegue Michelle per Michelle Obama

Michelle venne eseguita in concerto da McCartney nel corso del suo tour mondiale del 1993. Da allora ha eseguito raramente la canzone dal vivo, ma nel 2009 la eseguì a Washington in onore di Michelle Obama, la first lady statunitense.
Il 2 giugno 2010, dopo aver ricevuto il Gershwin Prize for Popular Song dal presidente Barack Obama in una cerimonia alla Casa Bianca, McCartney eseguì il brano per Michelle Obama. McCartney scherzò dicendo: «Potrei essere il primo tizio ad essere preso a pugni da un presidente». Notoriamente Michelle Obama disse che non avrebbe mai potuto immaginare, crescendo come ragazza afroamericana a Chicago, che un giorno un Beatle le avrebbe cantato Michelle come first lady degli Stati Uniti d'America.

## Formazione
The Beatles
- Paul McCartney - voce, basso
- John Lennon - cori, chitarra acustica
- George Harrison - cori, chitarra solista
- Ringo Starr - batteria

## Cover
- Nel 1976 Mina ha pubblicato una sua interpretazione di Michelle nell'album Plurale, già cantata nel 1967. Per questa sua interpretazione lo stesso Paul McCartney le inviò un telegramma nel quale si congratulava con lei, dicendo che era la più bella versione che avesse sentito. La cantante, dopo aver letto il telegramma, disse: «Oh, ma che carino» e lo gettò via[12].
- Augusto Righetti e Charly's Team ha eseguito una cover in italiano nell'album Righetti al Charly Max canta i Beatles in italiano (1966), con testo di Vito Pallavicini e Ricky Gianco.
- Sempre nel 1966 Guido Relly e la sua orchestra registra una sua versione per l'album Successi '66 (Arc, SA 12).
- 1966 - Il gruppo danese The Hitmakers incide il singolo del brano (Philips, PF 355 308) inserito nell'album del 1974 The Hitmakers (Philips, 6403 528).
- Mango ha eseguito una cover a cappella nel disco Disincanto (2002).